# Augusto Fernández
Augusto Matías Fernández (født 10. april 1986 i Pergamino, Argentina) er en argentinsk fodboldspiller (højre kant).
Fernández spiller for Beijing Renhe i den kinesiske liga, som han har repræsenteret siden 2018. Tidligere har han spillet for River Plate og Vélez Sársfield i sit hjemland, Saint-Étienne i Frankrig samt Celta Vigo og Atlético Madrid i Spanien..
Med både River Plate og Vélez Sársfield var Fernández med til at vinde det argentinske mesterskab

## Landshold
Fernández står (pr. marts 2018) noteret for 16 kampe og én scoring for det argentinske landshold, og var en del af landets trup til VM i 2014 i Brasilien.

## Titler
Primera División Argentina
- 2008 (Clausura) med River Plate
- 2011 (Clausura) med Vélez Sársfield